# ناتالیا بویرسکایا
ناتالیا بویرسکایا (انگلیسی: Natalia Boyarskaya؛ زادهٔ ۲۷ فوریهٔ ۱۹۸۳) دوچرخه‌سوار اهل روسیه است.